# 藤原守仁
藤原 守仁（ふじわら の もりひと、生没年不詳）は、平安時代中期の貴族。藤原北家山蔭流、参議・藤原安親の次男。官位は従四位下・伊予守。

## 経歴
村上朝にて六位蔵人に補せられる。また、藤原実頼の家司も務めていた。
娘が関白・藤原道隆の室でさらに所生の道頼が藤原兼家の養子となっている。これもあってか、一条朝前期の藤原兼家・道隆執政期に伊勢守・山城守と近国の受領を歴任。この間の正暦元年（990年）従五位上に叙せられた。
藤原道長執政期でも伊予守と受領を務め、位階は従四位下に至っている。

## 官歴
- 天徳4年（960年） 3月14日：見六位蔵人[3]
- 正暦元年（990年） 10月22日：従五位上[4]
- 正暦4年（993年） 3月12日：前伊勢守[4]
- 正暦5年（994年） 日付不詳：見山城守[5]
- 長保2年（1000年） 4月7日：正五位下[6]
- 時期不詳：従四位下[7]。伊予守
- 万寿2年（1025年） 日付不詳：故伊予守[8]

## 系譜
『尊卑分脈』による。
- 父：藤原安親
- 母：藤原道明の娘
- 妻：生母不詳の子女
  - 男子：藤原尚賢
  - 男子：藤原有親
  - 女子：藤原道隆室（?-988）